# Hierodula schultzei
Hierodula schultzei es una especie de mantis de la familia Mantidae. Incluye las siguientes subespecies:
- Hierodula schultzei brevis
- Hierodula schultzei schultzei

## Distribución geográfica
Se encuentra en Nueva Guinea.